# Fu Manchu (band)
Fu Manchu is een Zuid-Californische stonerrockband die deel uitmaakt van de Palm Desert Scene. Hun debuutsingle "Kept Between Trees" werd uitgebracht in 1990. Hun muziek werd gebruikt in verschillende populaire games, zoals Tony Hawk en ESPN X games, daarnaast kwamen ze verschillende malen op televisie zoals in het programma Monster Garage.

## Geschiedenis
Fu Manchu werd oorspronkelijk gesticht in 1985, als een hardcorepunkband onder de naam Virulence. Scott Hill, Ken Pucci, Mark Abshire en Ruben Romano maakten deel uit van die band. In 1988 namen ze hun eerste album op, "If This Isn't a Dream", dat werd uitgebracht op Alchemy Records in 1989. In 1990 verliet Ken Pucci (de zanger) de band en werd vervangen door Glenn Chivens, het is op dit moment dat de naam van de band werd veranderd in Fu Manchu. In datzelfde jaar brachten ze hun debuutsingle uit: "Kept Between Trees". In de komende twee jaar stapten verschillende leden op en veranderde de bezetting grondig. De bassist van de band werd meerdere malen vervangen. Ook Glenn Chivens verliet de band, waarop Scott Hill besloot om naast gitaar ook leadzanger te worden. Doordat Scott Hill nu zanger was, moest het gitaarwerk gecompenseerd worden door een tweede gitarist: Scott Votaw werd leadgitarist.
In 1992 bracht Fu Manchu drie singles uit: "Senioritis," "Pick Up Summer," en "Don't Bother Knockin' (If This Vans Rockin')". Deze singles werden uitgebracht op het verzamelalbum "Return to Earth" in 1998. Scott Votaw verliet de band in 1993 en werd vervangen door Eddie Glass. In 1994 kwam het eerste album uit: "No One Rides for Free", uitgegeven op Bong Load Custom Records, een onafhankelijk label. "Daredevil" (1995) was hun tweede album. Dit album werd zwaar gepromoot in de Verenigde Staten en Canada en werd bekend bij een groot publiek omdat Fu Manchu als openings band speelde voor Monster Magnet. Fu Manchu verwierf succes en werd zeer bekend in het genre.
"In Search Of..." (1996) vormde het derde album. Naast het succes dat Fu Manchu had, ontstonden er hevige discussies binnen de band. Ruben Romana en Eddie Glass stapten uit de band wegens muzikale verschillen, samen met Mark Abshire (ex bassist van Fu Manchu) stichtten ze Nebula. Nebula is ook een stonerrock band, die een jam achtig manier van spelen heeft.
Fu Manchu verwierf nieuwe leden: oud-Kyuss- en huidig Vista Chino-drummer Brant Bjork en gitarist Bob Balch. In deze bezetting bracht Fu Manchu verschillende succesvolle albums uit en verwierf de reputatie van een zeer goede en sterke live band. Fu Manchu speelde veel samen met bands zoals Marilyn Manson, Clutch, Corrosion of Conformity, White Zombie, Kyuss etc.
Brant Bjork verliet de band in 2001, vlak na de release van "California Crossing". Hij werd vervangen door Scott Reeder, die eerder al drumde bij Sunshine en Smile. In 2004 kwam het 8ste album van Fu Manchu uit: "Start the Machine".
Het negende album "We Must Obey" (2007) zorgde opnieuw voor wereldwijd succes met een tour over de hele wereld.
In juni 2012 zei de band dat ze begonnen zijn met het opnemen van een nieuw album, hun elfde album, dit werd Gigantoid, dat in 2014 uitkwam.

## Discografie

### Albums
- No One Rides for Free lp/cd (1994 Bong Load Custom Records)
- Daredevil lp/cd (1995 Bong Load Custom Records)
- In Search Of... lp/cd (1996 Mammoth Records)
- The Action Is Go lp/cd (1997 Mammoth Records)
- Eatin' Dust cd (1999 Man's Ruin Records)
- King of the Road lp/cd (1999 Mammoth Records)
- California Crossing lp/cd (2001 Mammoth Records)
- Start the Machine cd (2004 DRT Entertainment)
- We Must Obey lp/cd (2007 Liquor and Poker Music/Century Media Records)
- Signs of Infinite Power lp/cd (2009 Century Media Records)
- Gigantoid lp/cd (2014 At the Dojo Studios)

### Singles en ep's
- Kept Between Trees 7" (1990 Slap-a-Ham Records)
- Senioritis 7" (1992 Zuma Records)
- Pick-Up Summer 7" (1992 Elastic Records)
- Don't Bother Knockin' (If This Van's Rockin) 7" (1992 Elastic Records)
- Missing Link 7" (1996 Mammoth Records)
- Asphalt Risin' 7" (1996 Mammoth Records)
- Godzilla 10" (1997 Man's Ruin Records)
- Fu Manchu/Fatso Jetson Split 7" (1998 Sessions Records)
- Eatin' Dust 10" (1999 Man's Ruin Records)
- Ride To Live (Live To Ride) (2001 Koch Records)
- Something Beyond cd/7" (2003 Elastic Records)
- Hung Out to Dry cd/7" (2006 Liquor and Poker Music/Century Media Records)
- Knew It All Along 7" (2007 At the Dojo Records)
- Bionic Astronautics 7" (2009 At the Dojo Records)

### Compilatie/Live
- Return to Earth 91-93 lp/cd (1998 Elastic Records)
- (Godzilla's) Eatin' Dust lp (1999 Man's Ruin Records)
- Stoned Again! - A Bong Load Records Collection cd (1999 Bong Load Records)
- Go for It... Live! lp/cd (2003 Steamhammer Us)